# Кассар, Джироламо
Джироламо Кассар (ок. 1520 — между 1586 и 1592) — мальтийский архитектор и военный инженер, по проектам которого было построено множество зданий в городе Ла-Валлетта, ныне являющемся столицей Мальты.
Родился, вероятнее всего, в городе Биргу, Мальта (хотя возможно, что его местом рождения является Гирджа). Его семья эмигрировала с Сицилии примерно в 1440 году. Участвовал в сражении у острова Джерба в 1560 году, а в 1565 году, во время Великой осады Мальты, когда остров был блокирован силами Османской империи, работал совместно с и под руководством архитектора Франческо Лапарелли, который прибыл на остров из Италии и Испании, чтобы сражаться на стороне госпитальеров во время осады. Под его руководством были восстановлены укрепления, разрушенные в результате османских атак, и построено несколько боевых машин, но в подробностях его вклад неизвестен. После осады госпитальеры решили возвести новую столицу в виде укреплённого города в северо-восточной части полуострова Скиберрас. Кассар при этом занимался вопросами планирования и строительства города и в 1569 году, когда Лапарелли покинул Мальту, стал главным архитектором проекта. К этому времени строительство укреплений города было почти завершено, и большая часть работы Кассара относилась к возведению общественных зданий. Тем не менее из-за отсутствия у него опыта в проектировании и строительстве светских и религиозных зданий рыцари решили отправить его в Италию, где он мог бы приобрести знания в этой области. Записей о том, действительно ли Кассар покидал остров, не сохранилось, но это не исключено, в том числе из-за сходства архитектурного стиля Валлетты с тем, который господствовал в то время в Италии. Тем не менее даже если он и был в Италии, то не позднее, чем до конца апреля 1569 года, и вернулся на Мальту в том же году. Умер на Мальте, как считается, в 1592 году, но это могло произойти и в период с 1586 по 1592 год (часто в качестве даты смерти указывается январь 1589 года).